# Centropus menbeki
El cucal menebiki o cucal grande (Centropus menbeki) es una especie de ave cuculiforme de la familia Cuculidae endémica de Nueva Guinea e islas circundantes.

## Distribución y hábitat
Se encuentra en las selvas de tierras bajas de la isla de Nueva Guinea, tanto en la zona occidental perteneciente a Indonesia como en la oriental perteneciente a Papúa Nueva Guinea, además de las islas cercanas de Aru y Ceram.